# Viaduc de Thonne-les-Près
Le viaduc de Thonne-les-Près est un pont ferroviaire situé à Thonne-les-Près, dans le département de la Meuse ; il franchit la vallée de la Thonne.

## Situation ferroviaire
Le viaduc est situé au point kilométrique 205,716 de la ligne de Mohon à Thionville, juste avant le Tunnel de Montmédy en venant de Sedan et à un kilomètre de la Gare de Montmédy.